# 3449 Ејбел
3449 Abell је астероид главног астероидног појаса чија средња удаљеност од Сунца износи 3,083 астрономских јединица (АЈ).
Апсолутна магнитуда астероида је 12,4.